# Ołeh Danczenko
Ołeh Serhijowycz Danczenko, ukr. Олег Сергійович Данченко (ur. 1 sierpnia 1994 w Zaporożu) – ukraiński piłkarz, grający na pozycji pomocnika.

## Kariera piłkarska

### Kariera klubowa
Wychowanek klubu Metałurh Zaporoże, barwy którego bronił w juniorskich mistrzostwach Ukrainy (DJuFL). 16 kwietnia 2011 rozpoczął karierę piłkarską w Dynamo Chmielnicki. W lutym 2012 przeszedł do Czornomorca Odessa. Na początku grał w drużynie młodzieżowej i rezerw, a 22 marca 2014 debiutował w podstawowym składzie klubu. 29 lutego 2016 podpisał kontrakt z Szachtarem Donieck, ale pozostał w Czornomorcu już na prawach wypożyczenia. 23 czerwca 2017 został wypożyczony do Anży Machaczkała. 31 maja 2018 opuścił klub z Rosji. 31 stycznia 2019 został wypożyczony do Jeniseju Krasnojarsk. 15 czerwca 2019 podpisał kontrakt z Rubinem Kazań.